# Річард Рамірес
Річард Рамірес (англ. Richard Ramírez, власне Рікардо Муньос Рамірес, ісп. Ricardo Muñoz Ramírez; 29 лютого 1960 — 7 червня 2013) — засуджений американський серійний вбивця латиноамериканського походження. Відомий також як «Нічний мисливець» (англ. Night Stalker). На рахунку Раміреса майже два десятки людських жертв .

## Ранні роки
Річард Рамірес народився 29 лютого 1960 року в Ель-Пасо в американському штаті Техас. Він був п'ятою і наймолодшою дитиною в сім'ї мексиканського емігранта та колишнього поліцейського Хуліана Раміреса, який працював на момент народження Річарда робітником на залізниці. У дитинстві Рамірес страждав на епілепсію, напади тривали кілька років і припинилися лише тоді, коли Річард став підлітком . У школі Річард періодично зазнав нападів інших учнів. За спогадами його однокласниці Річард став вживати легкі наркотики і курити марихуану у 10-річному віці, до цього його шкільні успіхи були посередні, після цього успішність і дисципліна впали остаточно.
Приблизно в ці ж роки він проводив багато часу зі своїм двоюрідним братом Мігелем Раміресом, ветераном війни у В'єтнамі. Повернувшись з війни, Мігель хвалився розповідями про те, як він катував і вбивав солдатів противника, і на підтвердження своїх слів показував братові полароїдні знімки понівечених жертв війни. 4 травня 1973 року Річард став свідком сварки між своїм двоюрідним братом та його дружиною. Сварка закінчилася тим, що Мігель убив свою дружину, вистріливши їй в упор в обличчя. Кров при цьому забризкала юному Річарду обличчя. Це вбивство і сам брат загалом сильно вплинули на психоемоційний стан Річарда. Після побаченого вбивства Рамірес замкнувся у собі .
У цей час він навчався в Jefferson High School, але остаточно покинув школу за 6 тижнів до закінчення 9-го класу. Його спосіб життя все більше почав змінюватися, він почав проводити більше часу на вулиці. Почавши з магазинних крадіжок, він поступово дійшов до пограбувань будинків. В окрузі він завоював собі репутацію злодія: за свідченням його друга тих років Едді Гонсалеса, Річард ходив у довгому пальті, за полами якого приховував вкрадені речі, і заявляв про те, що хоче бути першокласним грабіжником.
Захоплювався важкою музикою та окультизмом. Періодично Річарда та компанію окультистів звинувачували у тому проводили ритуали з жертвопринесеннями тварин у пустелі Чіуауа, але доказів цього не було наведено. 7 грудня 1977 року Раміреса вперше заарештували за зберігання марихуани, але до суду справа не потрапила. У 1978 році Рамірес вирішив залишити рідне місто і вирушити до Каліфорнії. Протягом кількох років він курсував між Сан-Франциско та Ель-Пасо.
В Ель-Пасо його двічі заарештовують у 1979 та 1982 році, але лише у 1982 році справа розглядалася в суді. Раміреса було засуджено до 50-денного ув'язнення . За свідченням його друга тих років Ерла Грегга та його тещі Донни Майєрс, Рамірес остаточно вирішив переїхати до Лос-Анджелеса наприкінці 1983 року, коли вже став залежним від важких наркотиків, гроші на які, не маючи роботи, добував крадіжками. Жив переважно в дешевих готелях та у знайомих, любив слухати музику гуртів AC/DC та Judas Priest і заявляв про свою прихильність до сатанізму . Пісня гурту АС/DC «Night Prowler» (Нічний злодій) була його найулюбленішою.

## Серія вбивств

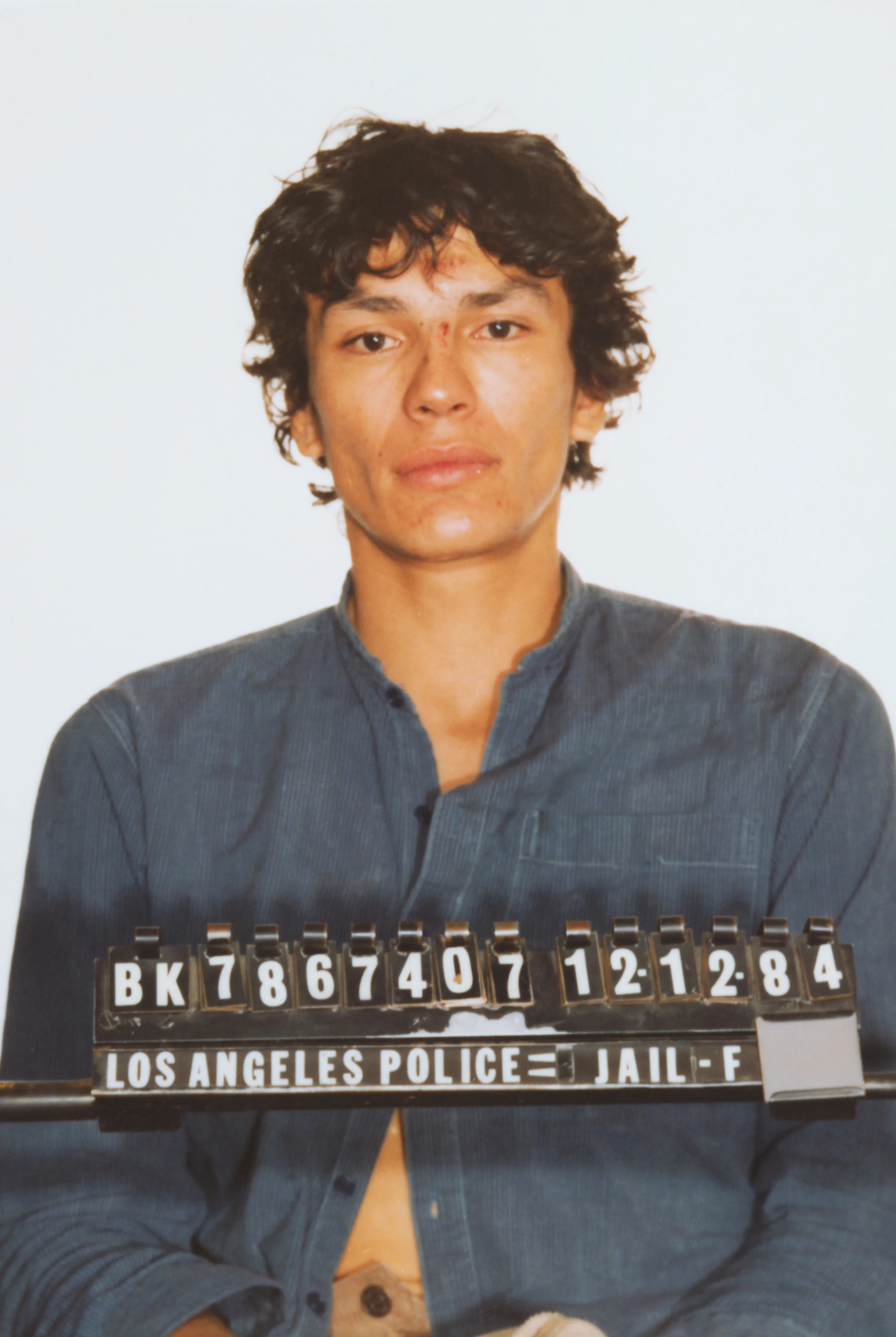
Річард Рамірес у грудні 1984 року

Першою жертвою Річарда стала 79-річна жінка, яку він зарізав ножем. Наступного разу Рамірес, одягнений у все чорне, розстріляв з пістолета трьох молодих людей, але завдяки щасливому випадку (куля відрикошетила від затиснутих у руці ключів) одна дівчина вижила, внаслідок чого в поліції з'явився перший словесний опис портрета вбивці. Невловимий серійний вбивця згодом розпочав справжню кампанію терору проти населення Каліфорнії: ночами він вривався до будинків, грабував, ґвалтував та вбивав. Деяких жертв, він, проте, навмисне залишав живими. Незабаром Рамірес почав своєрідно заявляти про свою відданість сатанізму — він залишав на місці злочинів зображення пентаграми; так, одну з них він намалював губною помадою на внутрішній стороні стегна вбитої 83-річної старенької, також змушував своїх жертв говорити «Я люблю Сатану». Жертвами Раміреса стали маленькі діти, наприклад, 27 червня 1985 року він зґвалтував 6-річну дівчинку.
Рамірес нападав на абсолютно різних людей, що не характерно для серійних убивць, у яких, як правило, є чітко визначений тип жертви. У ЗМІ за ним закріплюється прізвисько Нічний Сталкер, що дуже лестило самому Раміресу, оскільки його улюбленою піснею була пісня гурту AC/DC «Night Prowler».

## Арешт
Фоторобот Раміреса був показаний по телебаченню та опублікований у газетах, але результатів це не дало. Остання жертва Раміреса, яка залишилася живою, змогла розглянути автомобіль, на якому він утік — це була стара Тойота помаранчевого кольору з подряпинами. Усі сили поліції Лос-Анджелеса було кинуто на розшук автомобіля. Машину вдалося відшукати на одній із автостоянок на околиці міста. Серед сотень відбитків пальців знайшли відбитки й Річарда Раміреса, який був дуже схожим на зображення фоторобота. До 27 серпня на вулицях міста з'явилися листівки із світлиною вже самого маніяка, які повідомляли про його розшук. Як виявилося, поліції допомогли обставини: з 24 серпня Рамірес перебував за межами штату і нічого не знав про те, що розшукується поліцією, тому, повернувшись до Лос-Анджелеса вранці 31 серпня, він нічого не підозрюючи, вийшов у магазин по покупки. Люди, які побачили вбивцю в магазині, відразу впізнали в ньому «Нічного Сталкера», що наводив жах на жителів Лос-Анджелеса. Поліція доставила підозрюваного у відділок. У листопаді 1989 року суд засудив Річарда Раміреса до страти в газовій камері. Він чекав на виконання вироку в камері смертників. Батько вбивці Хуліан Рамірес, намагаючись знайти причини, що спонукали його сина піти на вчинення жорстоких вбивств, дав у 1985 році інтерв'ю, в якому заявив, що винні у всьому наркотики; він зазначив, що у школах Ель-Пасо наркотики можна легко придбати, і за цим не ведеться жодного адміністративного контролю; зрештою зловживання ними сприяло остаточному моральному розкладу його сина Річарда. Один із знайомих Раміреса, Едді Гонсалес, висловив іншу точку зору: на його думку, психічні проблеми Річарда виникли після автомобільної аварії, в яку він потрапив 1980 року. Сам Річард відбувся лише переляком, але загинув його близький товариш Ніколас Неварез; на думку Гонсалеса, депресія та переживання про смерть кращого друга разом із наркотичною залежністю підштовхнули Раміреса до скоєння злочинів.

## В ув'язненні
Усі наступні роки життя Рамірес провів у камері смертників. Будучи ув'язненим, він отримував багато листів. На одній зі своїх шанувальниць, Дорін Лаой, він одружився в жовтні 1996 року, весілля пройшло в кімнаті для побачень у приміщенні в'язниці. В останні роки Рамірес став більш замкнутим, він неодноразово виставляв себе у непристойному вигляді перед тюремним персоналом та відвідувачами в'язниці. Займався мастурбацією перед родичами, що відвідували його, і родичами інших ув'язнених. Після цього йому було заборонено торкатися будь-кого, і всі його наступні побачення проходили в кімнаті, розділеній перегородкою. Після бійки, яку він почав у 2000 році, йому було заборонено контактувати з іншими смертниками. Починаючи з 2007 року, у нього не було відвідувачів, а в останні роки життя Рамірес відмовлявся від зустрічі з будь-ким. Більшість свого часу Рамірес проводив перед телевізором, перебуваючи у своїй камері. Незважаючи на це, аж до своєї смерті він залишався найпопулярнішим ув'язненим, і хвиля інтересу до нього не вщухала .

## Смерть
7 червня 2013 року Рамірес, ув'язнений, помер у госпіталі від печінкової недостатності на 54-у році життя.

## У масовій культурі
- Американська історія жахів — Раміреса показано у п'ятому та дев'ятому сезонах, його роль виконали Ентоні Руйвівар у п'ятому сезоні та Зак Вілла у дев'ятому, відповідно.[16]
- Пісня гурту SKYND — Richard Ramirez.
- Бас-гітарист Джорді Вайт американського глем-рок гурту Marilyn Manson мав сценічний псевдонім Twiggy Ramirez . Прізвище в псевдонімі було посиланням на особистість Річарда Раміреса.
- Нічний сталкер: Полювання за серійним вбивцею[en] — міні-серіал, що вийшов на Netflix і присвячений історії розслідування злочинів і затримання Річарда Раміреса.